# Sankt Mariæ Kirke og Vor Frue Kloster
 Ikke at forveksle med Sankt Mariæ Kirke (Aalborg).
Sankt Mariæ Kirke udgør den sydlige fløj af Vor Frue Kloster i Helsingør, som blev stiftet af Erik af Pommern og bygget af Karmeliterordenen omkring 1430 kort efter Øresundstoldens indførelse. Det firefløjede kloster er et af de bedst bevarede middelalderklostre i Nordeuropa, selv om de ældste bygninger blev ødelagt af en brand i 1450.
Efter reformationen forlod Karmeliterordenen Danmark og kronen overtog alt kirkegodset som blev benyttet som rejsestald, tærskelo og oplagsplads. Der var planer om at nedrive kirken, men efter en bøn fra de mange hollandske og tyskere udlændinge i byen, overlod Frederik 2. kirken til den tysk-nederlandske menighed i 1576-77. Sankt Mariæ kirke kaldtes herefter for den Tydske Kirke. Alle gudstjenester og kirkelige handlinger afholdtes derefter på tysk indtil 1851.
Klosterets vestfløj blev i 1541 af Christian 3. indrettet til latinskole og klosterets østfløj indrettet til Helsingørs almindelige Hospital med plads til ca. 50 beboere. Hospitalet, var ved arv og gaver en rig stiftelse. Klosteret blev gennemrenoveret fra 1900 til 1907 under ledelse af arkitekt H. B. Storck. Kirkens kalkmalerier blev restaureret i 1992.
Den verdenskendte organist og komponist Diderich Buxtehude (1637-1707) var organist i kirken fra 1660-1668, inden han blev organist i Mariekirken i Lübeck.
- Klostergården
- Klostergangen
- Midterskibet
- Kalkmalerierne blev restaureret i 1992
- Sakristi
- Prædikestol fra 1597 af Tyge Snedker
- Altertavlen er fra 1637